# Мартинюк Алла Андріївна
Алла Андріївна Деліпович-Суржикова (дошлюбне та сценічне прізвище — Мартинюк; нар. 12 березня 1984, Київ) — українська співачка, акторка, продюсерка, волонтерка АТО та російсько-української війни.

## Життєпис
Навчалась  в Навчально-виховному комплексі № 176 (спеціалізована школа І ступеня з поглибленим вивченням іспанської мови — суспільно-гуманітарна гімназія) Дніпровського району міста Києва. 11 класів закінчила із золотою медаллю.
Вищу освіту здобувала в театральному університеті ім. Карпенко-Карого на курсі Євгенії Гулякіної, куди вступила таємно від батьків.
Ще студенткою відвідувала різні кастинги. В 2002 році стала солісткою російського дівочого гурту «Сливки» та переїхала до Москви, у 2003 році була вимушена покинути гурт.
Від першого шлюбу, укладеного в Москві, має доньку Поліну (2006), після повернення до України одружилася з українським актором Дмитром Суржиковим (доньку Емілію народила в 2010). У 2018 році заручилася з ветераном АТО Віталієм Аверіним, з яким познайомилася під час волонтерського візиту до зони АТО. Розлучилася в 2019 році.

## Діяльність

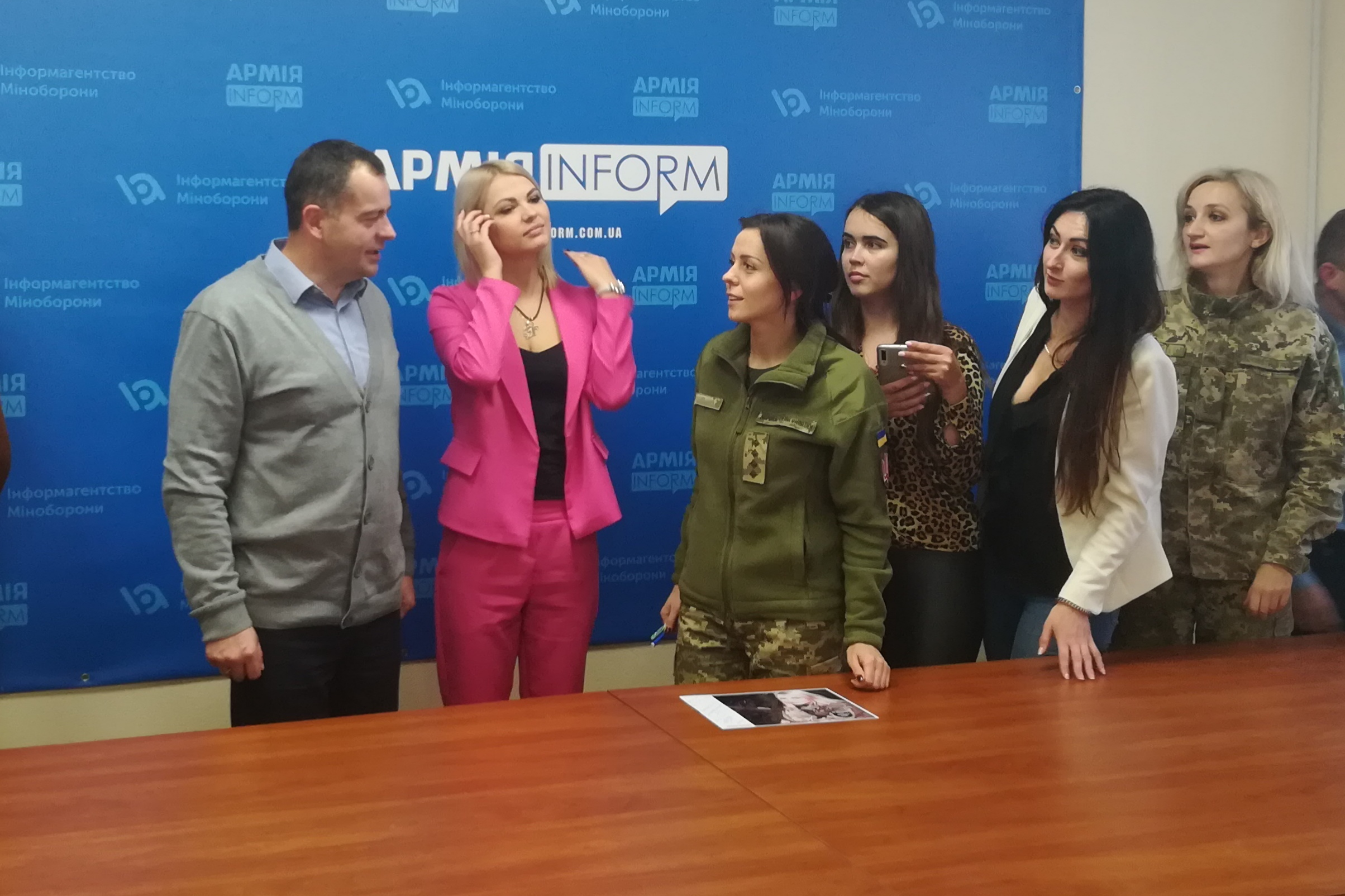
Алла Мартинюк на брифінгу в інформаційному агентстві АрміяInform, 9 жовтня 2019

Знімалась у понад 70 серіалах, серед них — «Мажор», «Брат за брата» тощо.
Учасниця Революції Гідності 2013-14 років, допомагала медичній службі. Від початку російсько-української війни — відома волонтерка. На фронті отримала позивний «Бріджит», від 2022 року на патчі — позивний "Генерал". 

## Нагороди та відзнаки
- Відзнака Президента України «Золоте серце» (9 грудня 2022) — за вагомий особистий внесок у надання волонтерської допомоги та розвиток волонтерського руху, зокрема під час здійснення заходів із забезпечення оборони України, захисту безпеки населення та інтересів держави у зв'язку з військовою агресією Російської Федерації проти України та подолання її наслідків (Указ Президента України від 2022 року № 850 «Про нагородження відзнакою Президента України "Золоте серце"»)

## Музичні відео
| Рік  | Назва            | Режисер       | Дж.   |
| ---- | ---------------- | ------------- | ----- |
| 2019 | «Приховані зорі» | Ігор Троцький | [ 4 ] |

## Фільмографія
| Рік  | Проект                          | Роль                                |
| ---- | ------------------------------- | ----------------------------------- |
| 2006 | «Ненаситні»                     | Ліка                                |
| 2009 | «Дві сторони однієї Анни»       | епізод                              |
| 2009 | «Будинок для двох»              | секретарка Рити                     |
| 2010 | «Маршрут милосердя»             | Катерина                            |
| 2011 | «Ліки для бабусі»               | секретарка Віра                     |
| 2011 | «Острів непотрібних людей»      | секретарка Ірина                    |
| 2011 | «Медове кохання»                | епізод                              |
| 2011 | «Весна в грудні»                | Валерія Мокєєва, онука художника    |
| 2011 | «Білі троянди надії»            | офіціантка                          |
| 2011 | «Єфросинія»                     | Свєта                               |
| 2011 | «Терміново шукаю чоловіка»      | Жанна                               |
| 2011 | «Темні води»                    | епізод                              |
| 2012 | «Ржевський проти Наполеона»     | дівчина на балу                     |
| 2012 | «Брат за брата-2»               | Ольга Перфілова, коханка Лємєшєва   |
| 2012 | «Генеральська невістка»         | Ганна                               |
| 2012 | «Справа слідчого Нікітіна»      | Діна                                |
| 2012 | «Жіночий лікар»                 | Олена Вінарова                      |
| 2012 | «Коханець для Люсі»             | Ніна                                |
| 2012 | «Мамочка моя»                   | Лєра, дружина Проніна               |
| 2012 | «Фродо»                         | Люся                                |
| 2013 | «Квиток на двох»                | перша дружина Аркадія               |
| 2013 | «Даша»                          | Рита                                |
| 2013 | «Подвійне життя»                | вчителька Ані                       |
| 2014 | «Пастка»                        | Діна                                |
| 2014 | «Мажор»                         | Катя, бухгалтерка бару «Торквемада» |
| 2014 | «Все одно ти будеш мій»         | Діана                               |
| 2015 | «Повернешся-поговоримо»         | відвідувачка кавярні                |
| 2016 | «Останній москаль. Судний день» | Ніка                                |
| 2016 | «Поганий хороший коп»           | Олена Кирилова                      |
| 2016 | «Гроза над Тихоріччям»          | Міла, коханка Кості                 |
| 2016 | «Диво за розкладом»             | Яна Кривошеєва, студентка           |
| 2016 | «Центральна лікарня»            | епізод                              |
| 2016 | «Випадкових зустрічей не буває» | Оксана, дочка Леоніда               |
| 2017 | «Інфоголік»                     |                                     |
| 2017 | «Я ніколи не плачу»             | Жанна                               |